# 阿马尔菲

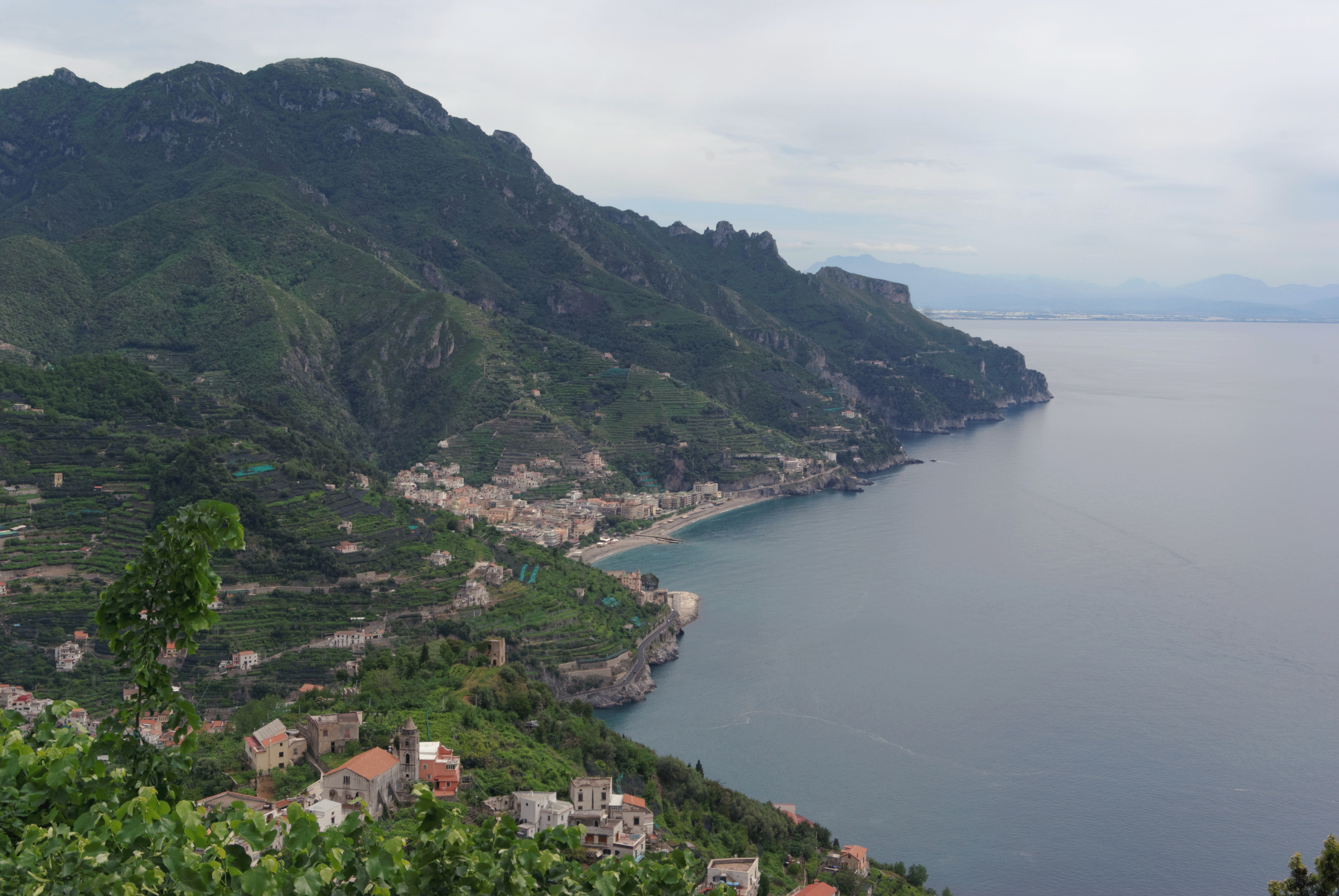
阿马尔菲海岸

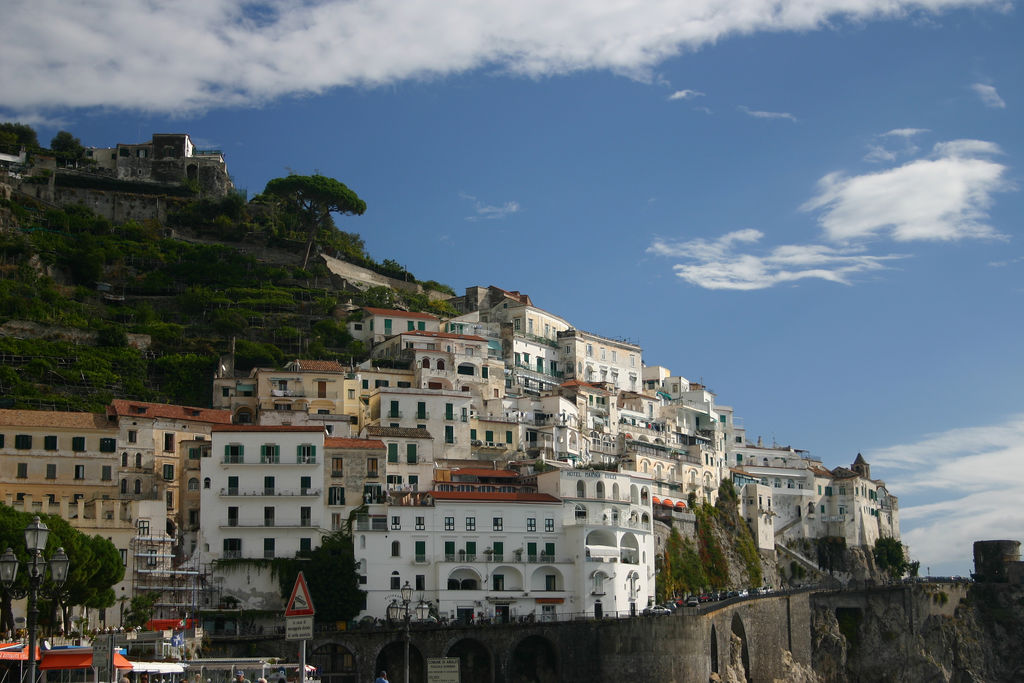
阿马尔菲一景

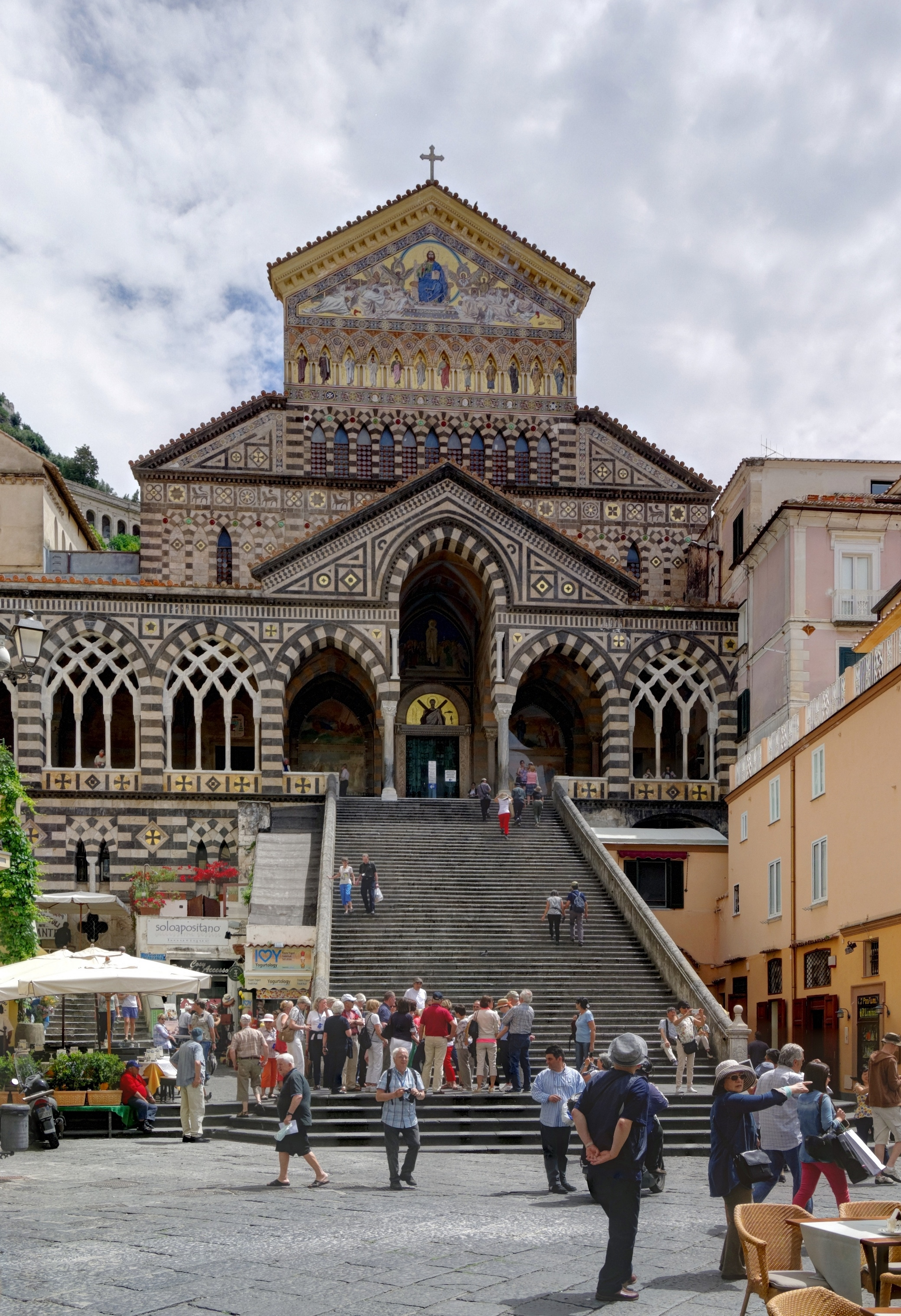
阿马尔菲主教座堂

阿马尔菲亦可以指哥伦比亚安堤奥圭亚省的一个市镇。
阿马尔菲（義大利語：Amalfi），是意大利坎帕尼亚大区的一个市镇及天主教阿马尔菲-卡瓦德蒂雷尼总教区所在地，位于萨莱诺湾湾畔，在40°38′N 14°36′E / 40.633°N 14.600°E，那不勒斯东南24英里处。该镇位于一个深谷的谷口，及莫达·色或图山的山脚（1,315米，4,314呎），被壮观的悬崖及海岸景色包围。这地曾是阿马尔菲公国的首都，是公元839年至大约1200年间在地中海的一股重要的贸易势力。

## 历史
阿马尔菲于6世纪第一次被提及，并很快作为强大航海势力而获得了重要地位，他们由国内向外进行谷物、海盐、奴隶、甚至木材贸易，以获得埃及和叙利亚刚铸造好的黄金和第纳尔（一种货币），从而可以购买拜占庭帝国的丝绸并再卖到西方。在9世纪意大利大部分地方都还是进行以货易货贸易的时候，阿马尔菲的商人已用金币买地的。在8及9世纪，当地中海贸易复苏的时候，在威尼斯还在初期发展阶段，阿马尔菲与基达（邻近阿马尔菲）分享意大利东面的贸易。9世紀的阿馬爾菲僅次威尼斯，是西歐唯一介入東方貿易的國家，與北非的穆斯林也有貿易關係，在848年阿马尔菲的舰队援助教宗良四世对抗萨拉森人，879年教皇約翰八世邀請出兵，卻因為金額致使共同作戰體制失敗。
阿马尔菲是一个独立，有人口70,000人的共和国，在公元一千年阿马尔菲公爵曼苏一世（966年–1004年）统治时达到了最高峰。1002年阿馬爾菲出動艦隊擊退進攻貝內文托與拿坡里的薩拉森軍隊。阿马尔菲在他的统治下除了有段短时间成为圣娜洛圭尔玛四世的附属国之外，大部分时间都维持独立，这状况直至1073年。在该年该城落于阿普利亚的诺曼人之手，但仍授予很多权利。可是，在1131年，这些权利被西西里国王罗杰二世取消。在1135年和1137年，阿马尔菲被比萨夺取，并迅速地降低其重要性，尽管它的航海法典Tavole Amalfitane直至1570年前仍为地中海内其它人认识。在1343年下城区的一大部分被一次海啸摧毁，而现时阿马尔菲的港口的重要性很小。

### 圣安德烈的墓地
天主教百科全书notes （页面存档备份，存于）记载在1206年建成市内主教座堂的时候，阿马尔菲人卡普阿枢机皮亚切奥将圣安德烈的圣骨被由君士坦丁堡运往意大利坎帕尼亚的阿马尔菲。供奉圣安德烈（亦包括阿马尔菲本城）的阿马尔菲主教座堂，其地下墓室有一个坟墓，还仍然存有该名门徒的躯体。

## 交通

### 港口
阿马尔菲港口提供前往卡普里岛、波西塔諾、马奥莱、米诺利、塞塔拉和薩萊諾的渡轮。

### 道路
163 Amalfitana 国道，通往市区的主要道路。
366 号区域公路 （阿杰罗拉）与 SS 163 公路连接直至该省边界。
252 SS Agerolina-Bivio Acquarola-Tovere di Amalfi省道，通往Vettica、Pogerola、Pastena 和 Lone 等小村庄的主要通道。

### 城际交通
城际交通由Sita Sud公司管理。

## 今日状况
阿马尔菲现时是阿马尔菲海岸上的主要城镇，并与邻近海岸的其它城镇一起成为重要的旅游景点，例如波西塔诺、拉韦洛等。阿马尔菲亦被列入联合国教科文组织世界遗产。 
阿马尔菲海岸亦以生产柠檬味道的利口酒闻名。

## 外部连结
- 阿马尔菲及主教座堂
- 阿马尔菲地图 （页面存档备份，存于）
- 意大利旅游网